# The One (album Anety Sablik)
The One – debiutancki album studyjny polskiej piosenkarki Anety Sablik, wydany 23 maja 2014 przez wytwórnię Universal Music. Album składa się z dwunastu anglojęzycznych kompozycji.
Płytę promowały dwa single: „The One” oraz „We Could Be Lions”. Wydawnictwo znalazło się na 11. miejscu na oficjalnej niemieckiej liście sprzedaży, na 14. miejscu na liście sprzedaży w Austrii oraz na 25. miejscu listy stu najlepiej sprzedających się albumów w Szwajcarii.

## Lista utworów

### CD; Standard Version
| Nr  | Tytuł                             | Autorzy | Producenci                                                                           | Czas  |
| --- | --------------------------------- | --- | ------------------------------------------------------------------------------------ | ----- |
| 1.  | „The One”                         | Vincent „Beatzarre” Stein, Sylvia Gordon, Konstantin „Djorkaeff” Scherer, Matthias „B-Case” Zürkler, Oliver Pum | Vincent „Beatzarre” Stein, Konstantin „Djorkaeff” Scherer, Matthias „B-Case” Zürkler | 3:36  |
| 2.  | „You Make Me Whole”               | Ben Kohn, Ina Wroldsen, James Reynolds, Peter Kelleher, Tom Barnes, Wayne Hector                                | Johannes Schmalenbach, Mathias Ramson                                                | 3:27  |
| 3.  | „Begin Again”                     | Curtis Richa, Hiten Bharadia, Raphaella Mazaheri-Asadi, Sigurdur Kristinn Sigtryggsson                          | Johannes Schmalenbach, Mathias Ramson                                                | 3:44  |
| 4.  | „Bad Things”                      | Clarence Hutchinson, Konstantin „Djorkaeff” Scherer, Michelle Bell, Saabira Chandler, Vincent „Beatzarre” Stein | Johannes Schmalenbach, Mathias Ramson                                                | 3:04  |
| 5.  | „You Pull Me to Pieces”           | Coyle Cirelli, Peter-John Vettese                                                                               | Johannes Schmalenbach, Mathias Ramson                                                | 3:24  |
| 6.  | „We Could Be Lions”               | Dee Adam, Simon Leigh Hulbert                                                                                   | Johannes Schmalenbach, Mathias Ramson                                                | 3:41  |
| 7.  | „That Man Is Mine”                | Konstantin „Djorkaeff” Scherer, Sylvia Gordon, Vincent „Beatzarre” Stein                                        | Beatzarre, Konstantin „Djorkaeff” Scherer                                            | 3:02  |
| 8.  | „Tell a Story”                    | Andreas Moe, Randi Soyland, Sebastian Thott                                                                     | Johannes Schmalenbach, Mathias Ramson                                                | 3:15  |
| 9.  | „Secret In the Sky”               | Alex James, Alexx Mack, Harry Sommerdahl, Whitney Phillips                                                      | Johannes Schmalenbach, Mathias Ramson                                                | 3:18  |
| 10. | „Paper Planes and Runaway Trains” | Alex James, Harry Sommerdahl, Taylor Parks, Whitney Phillips                                                    | Johannes Schmalenbach, Mathias Ramson                                                | 3:32  |
| 11. | „Just Not Into You”               | Konstantin „Djorkaeff” Scherer, Sylvia Gordon, Vincent „Beatzarre” Stein                                        | Beatzarre, Konstantin „Djorkaeff” Scherer                                            | 3:29  |
| 12. | „The World Is In Love”            | Angelika Vee, Ivo Moring, Kevin Zuber, Mariana Wagner                                                           | Johannes Schmalenbach, Mathias Ramson                                                | 3:40  |
|     |                                   | | Całkowita długość:                                                                   | 41:12 |

| CD+DVD; Deluxe Edition |
| --- |
| 1. Backstage – 5:27 2. Fotoshooting – 3:18 3. Homestory – 5:32 4. „The One” - Finale – 2:05 5. „The One” – 3:36 6. Way So Far - Finale – 10:37 7. Menu/Aneta/The One – 0:25 |

## Twórcy
Opracowano na podstawie materiału źródłowego.
- Wokal prowadzący: Aneta Sablik
- Wokal wspierający: Mitch Keller, Bibi Vongehr
- Gitara: Oliver Pum, Jörg Weißelberg
- Gitara basowa: Marius Mahn, Thilo Brandt
- Instrumenty klawiszowe: Mathias Ramson, Syndrone, Bojan Assenov
- Rejestracja wokalu: Mathias Ramson, Joachim Wolf, Johannes Schmalenbach
- Obróbka wokalu: Bibi Vongehr
- Inżynieria dźwięku: Matthias Gramm
- Programowanie: Mathias Ramson, Syndrone
- Miksowanie: Beatzarre
- Mastering: Götz-Michael Rieth, Mathias Ramson, Dirk Henning Niemeier
- Producenci: Vincent „Beatzarre” Stein, Konstantin „Djorkaeff” Scherer, Matthias „B-Case” Zürkler, Johannes Schmalenbach, Mathias Ramson
- Okładka: Ronald Reinsberg
- Fotograf okładki: Ben Wolf

## Pozycje na listach sprzedaży
| Kraj       | Lista sprzedaży (2014) | Najwyższa pozycja |
| ---------- | ---------------------- | ----------------- |
| Austria    | Ö3 Austria Top 40      | 14                |
| Niemcy     | Top 100 Album          | 11                |
| Szwajcaria | Alben Top 100          | 25                |